# All That (canção)
"All That" é uma canção da cantora canadense Carly Rae Jepsen, quinta faixa contida em seu terceiro álbum de estúdio Emotion. A canção foi escrita e produzida por Ariel Rechtshaid, com auxílio na composição por Jepsen e Devonté Hynes. Jepsen estreou o canção durante uma apresentação no Saturday Night Live, que ocorreu em 4 de abril de 2015. Um dia após a apresentação, a canção foi lançada na iTunes Store como single promocional do álbum. Após o lançamento, "All That" foi elogiada por sua influência musical dos anos 80.

## Recepção da crítica
Pitchfork Media premiou "All That" com seu prêmio "Best New Track", intitulando a conclusão da faixa como o "apogeu da façanha". Adicionaram também que o refrão tem "inocência ajustada contra sua ausência".

## Performances ao vivo
Jepsen apresentou "All That" e "I Really Like You" durante sua participação no Saturday Night Live em 4 de abril de 2015.

## Histórico de lançamento
| Região         | Data               | Formato          | Gravadora            |
| -------------- | ------------------ | ---------------- | -------------------- |
| Canadá         | 5 de abril de 2015 | Download digital | 604                  |
| Estados Unidos | 5 de abril de 2015 | Download digital | Schoolboy Interscope |
| França         | 6 de abril de 2015 | Download digital | Polydor              |
| Países Baixos  | 6 de abril de 2015 | Download digital | UMG                  |
| Espanha        | 6 de abril de 2015 | Download digital | UMG                  |